# Pogórzanie wschodni
Pogórzanie wschodni – część polskiej grupy etnograficznej wyodrębnionej z Pogórzan. Obszarowo zajmują Pogórze Strzyżowskie, Pogórze Bukowskie, Pogórze Dynowskie oraz Kotlinę Krośnieńską po wschodniej i zachodniej stronie dorzecza rzeki Wisłok od Zydranowej na południu do Kańczugi na północy.

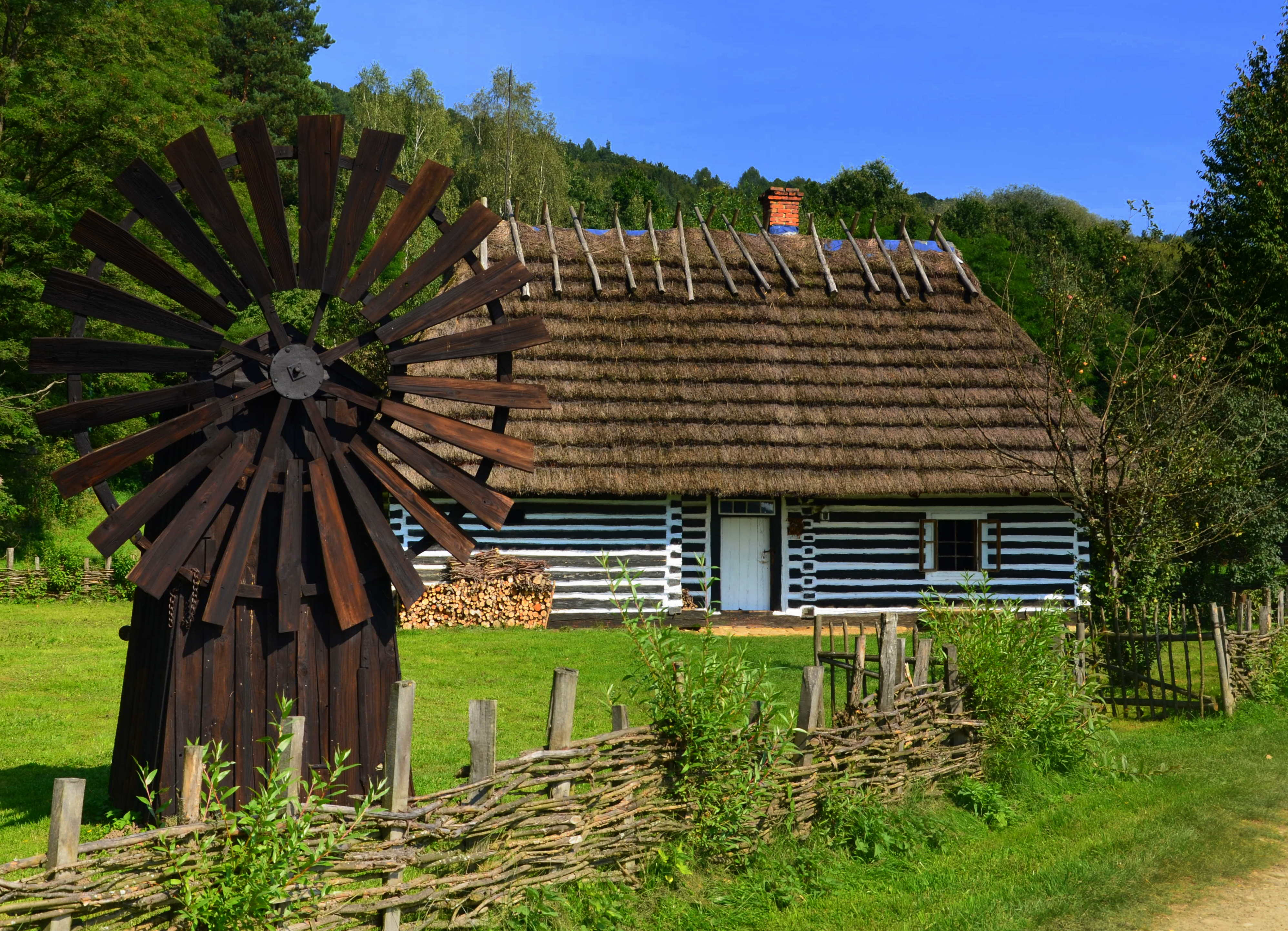
Zagroda wielobudynkowa Pogórzan, wiatrak z Turaszówki

## Osadnictwo
Sytuacja osadnicza na tym obszarze Polski była w średniowieczu niezwykle skomplikowana. Były tu bowiem z dawien dawna istniejące elementy etniczne polskie i ruskie na które nałożyła się nowa fala osadnicza polska  oraz niemiecka (Głuchoniemcy, Niemcy karpaccy), a od XIV wieku również rusko-wołoska. Jak wskazał prof. Przemysław Dąbkowski, region też zamieszkany był już wcześniej również przez ludność węgierską, która na początku XIV w. była albo na stałe tam osiadła, albo też czasowo przebywająca. Jest rzeczą wielce prawdopodobną, iż podobnie jak w innych ziemiach, tak samo i w ziemi sanockiej, znajdowały się pewne osady, zaludnione pierwotnie przez Węgrów, którzy z biegiem czasu ulegli polonizacji.
Ziemie leżące po prawej stronie dorzecza Wisłoka do XIV wieku pozostawały niezamieszkane. Do ich kolonizacji na prawie polskim oraz niemieckim, prowadzonej głównie przez niemieckie klany rycerskie z Węgier – Balów, Śląska – Kmitów, Moraw – Herburtów, a następnie saskich Fredrów, doszło dopiero na przełomie XIV i XV wieku. Osadnictwo polskie dało początek zamieszkującym te tereny grup polskich Pogórzan.
Od zachodu grupa ta sąsiaduje z Pogórzanami zachodnimi, a od południa z rusińskimi Łemkami.

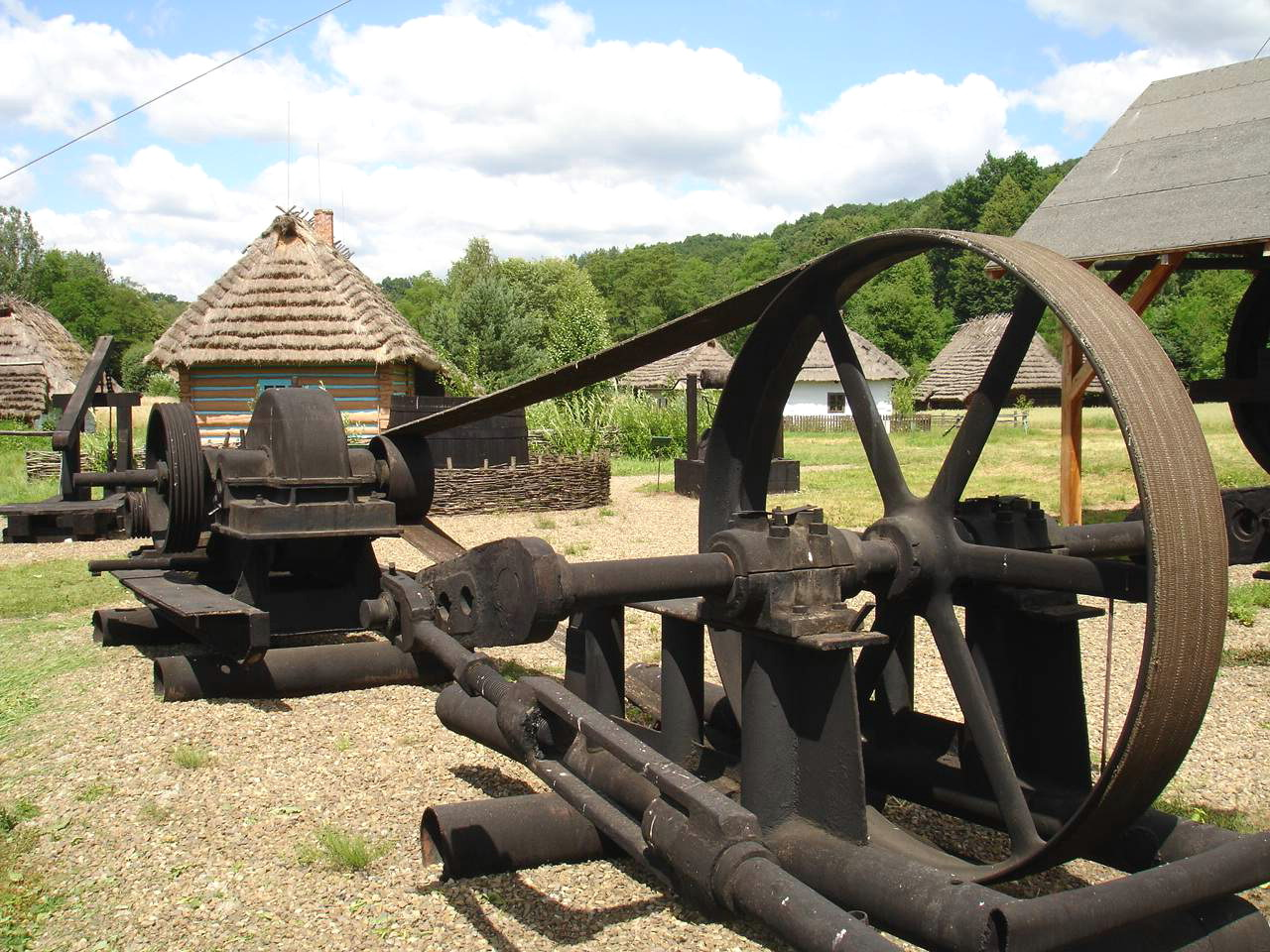
zabytkowe urządzenia naftowe z terenów Pogórza, ekspozycja w sanockim skansenie

## Gospodarka
Podstawą gospodarki było tu kiedyś rolnictwo, a hodowla odgrywała znacznie mniejszą rolę. Gleby na zajmowanych obszarze są   urodzajne, teren płaski lub lekko pofałdowany, dlatego cały ten kraj to tereny rolnicze, zajęte pod osadnictwo już od wczesnego średniowiecza. Początki osadnictwa polskiego na prawie niemieckim dał powrót ziemi sanockiej do  Korony w roku 1340. W wielu miejscowościach rozwinięte było również na dużą skalę rzemiosło, z którego największe znaczenie miało tkactwo oraz cechy szewców.
Gospodarka rolna i hodowla stały na dość wysokim poziomie, w takich miejscowościach jak Zarszyn rozwinęła się hodowla bydła simentalskiego sprowadzonego ze Szwajcarii. W statystykach ekonomicznych władz austriackich z roku 1913 gmina Haczów była jedną z najbogatszych w całej Galicji. Obszar Pogórza oraz Dołów Jasielsko-Sanockich jest również kolebką światowego przemysłu naftowego. W Bóbrce koło Krosna założona została w 1854 r. przez Ignacego Łukasiewicza pierwsza na świecie kopalnia ropy naftowej.

## Architektura sakralna

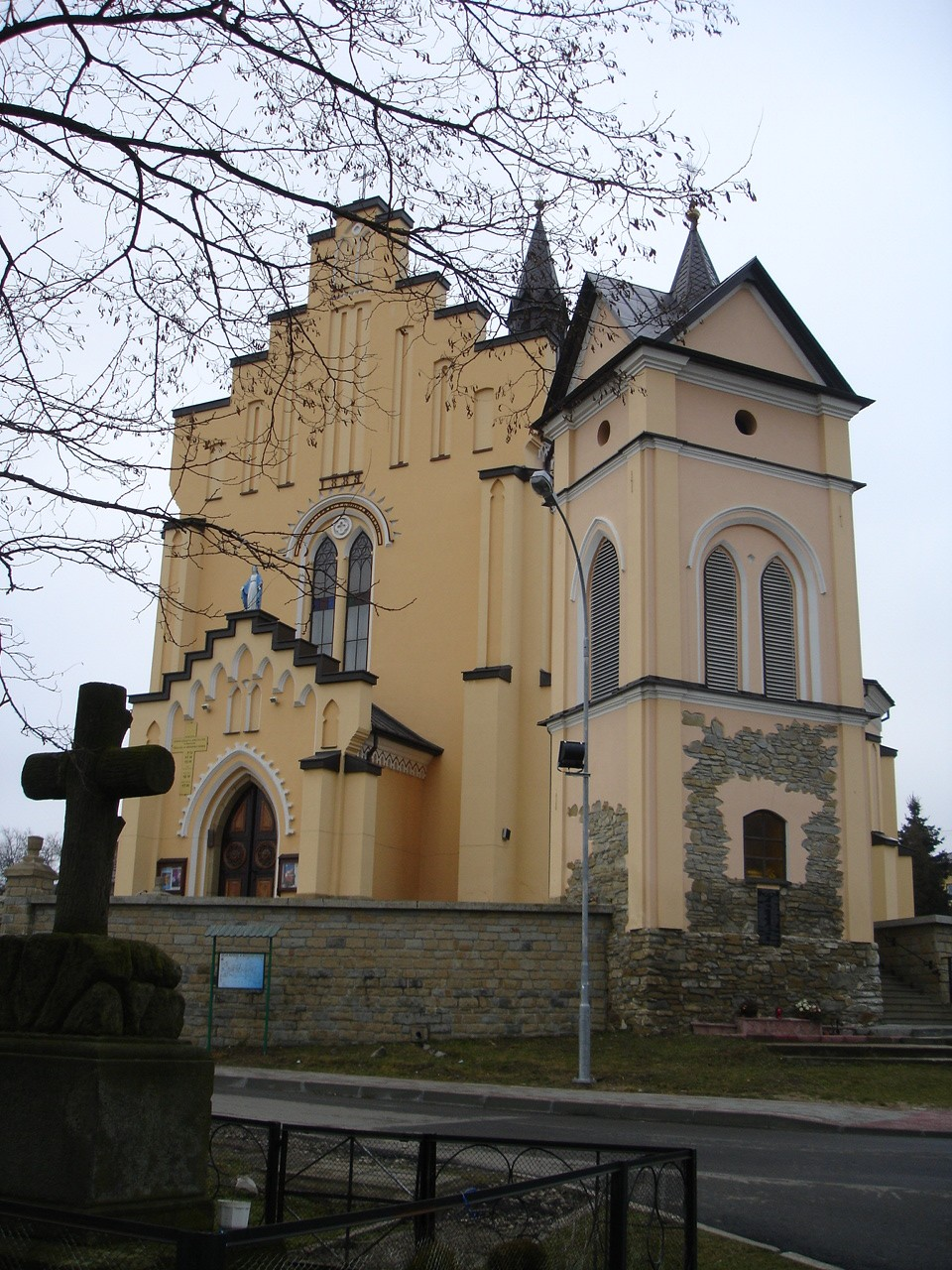
Parafia Podwyższenia Krzyża Świętego w Bukowsku
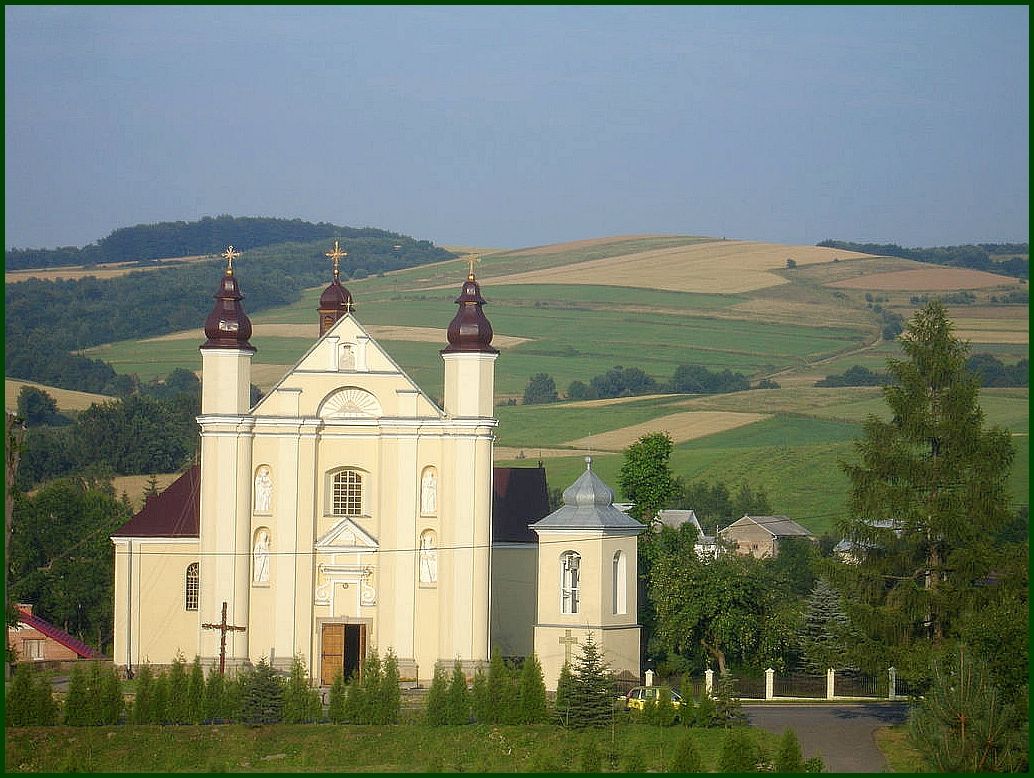
Parafia św. Mikołaja w Nowotańcu
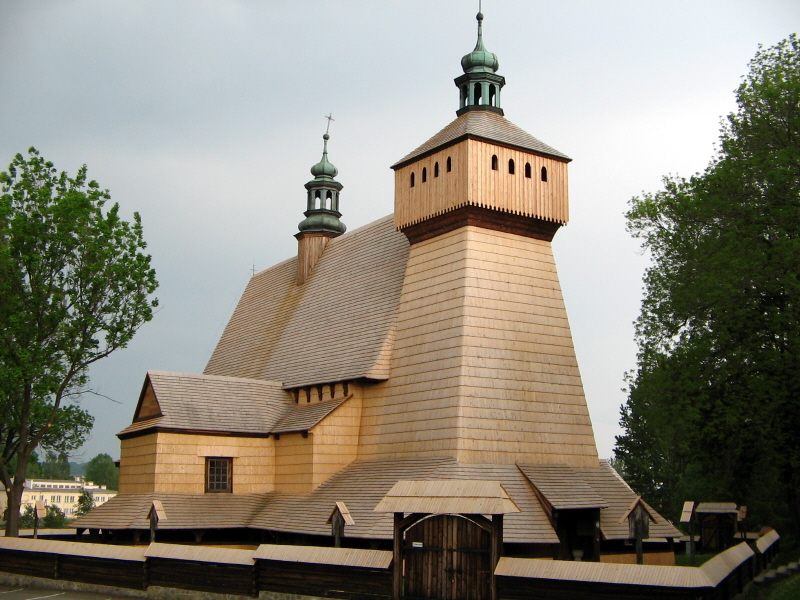
Kościół Wniebowzięcia NMP w Haczowie
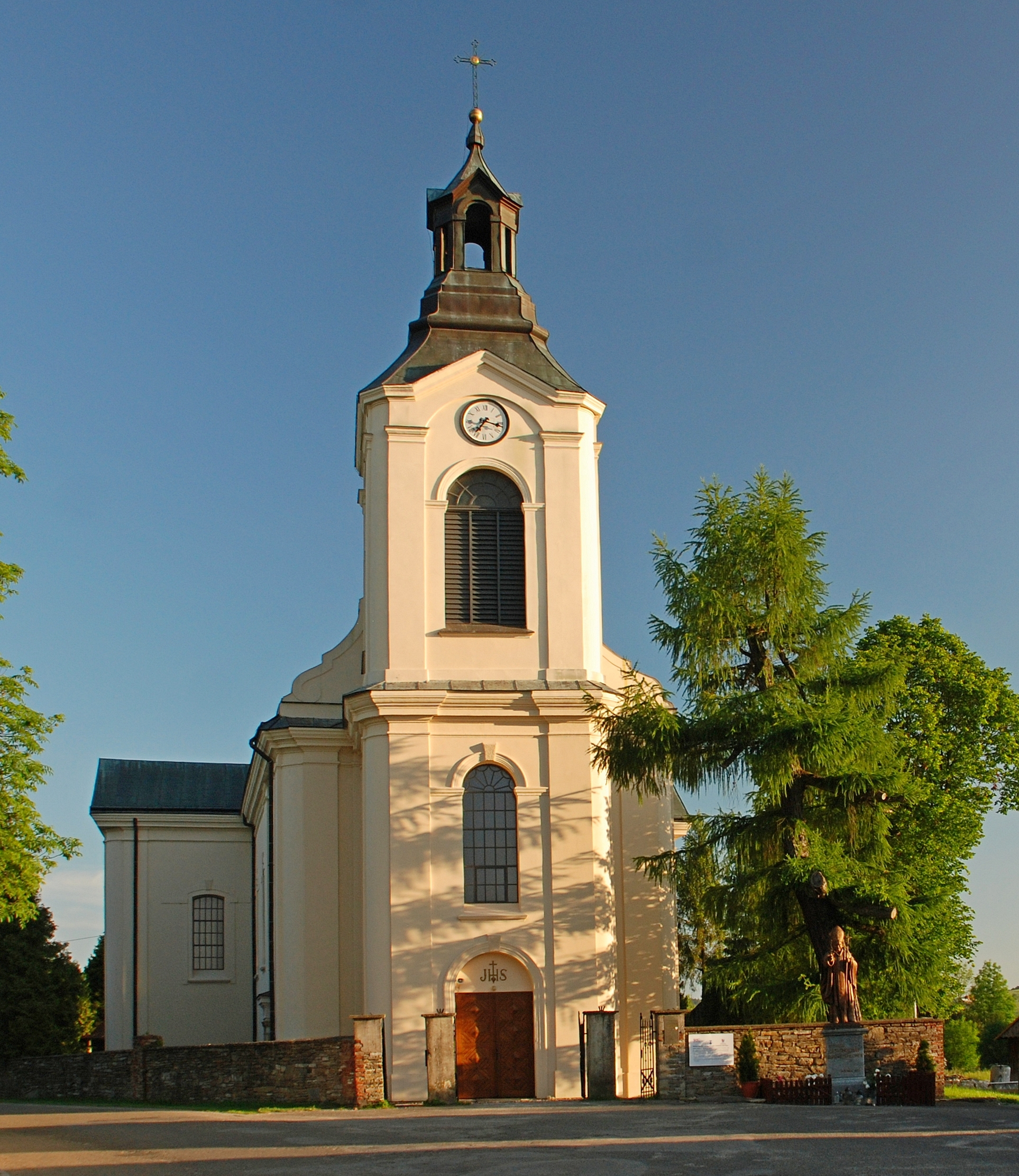
Kościół parafialny w Jaśliskach
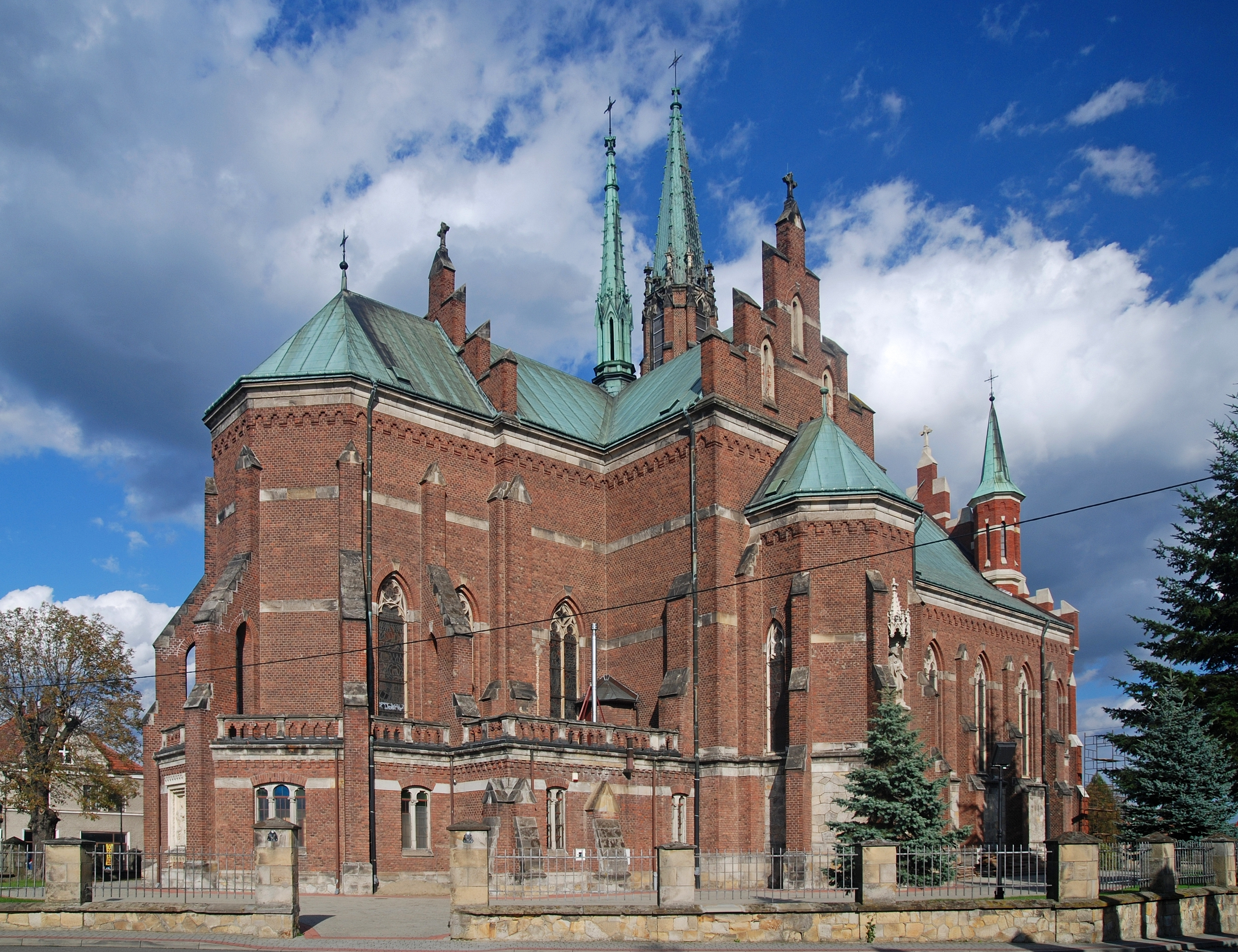
Kościół parafialny w Korczynie
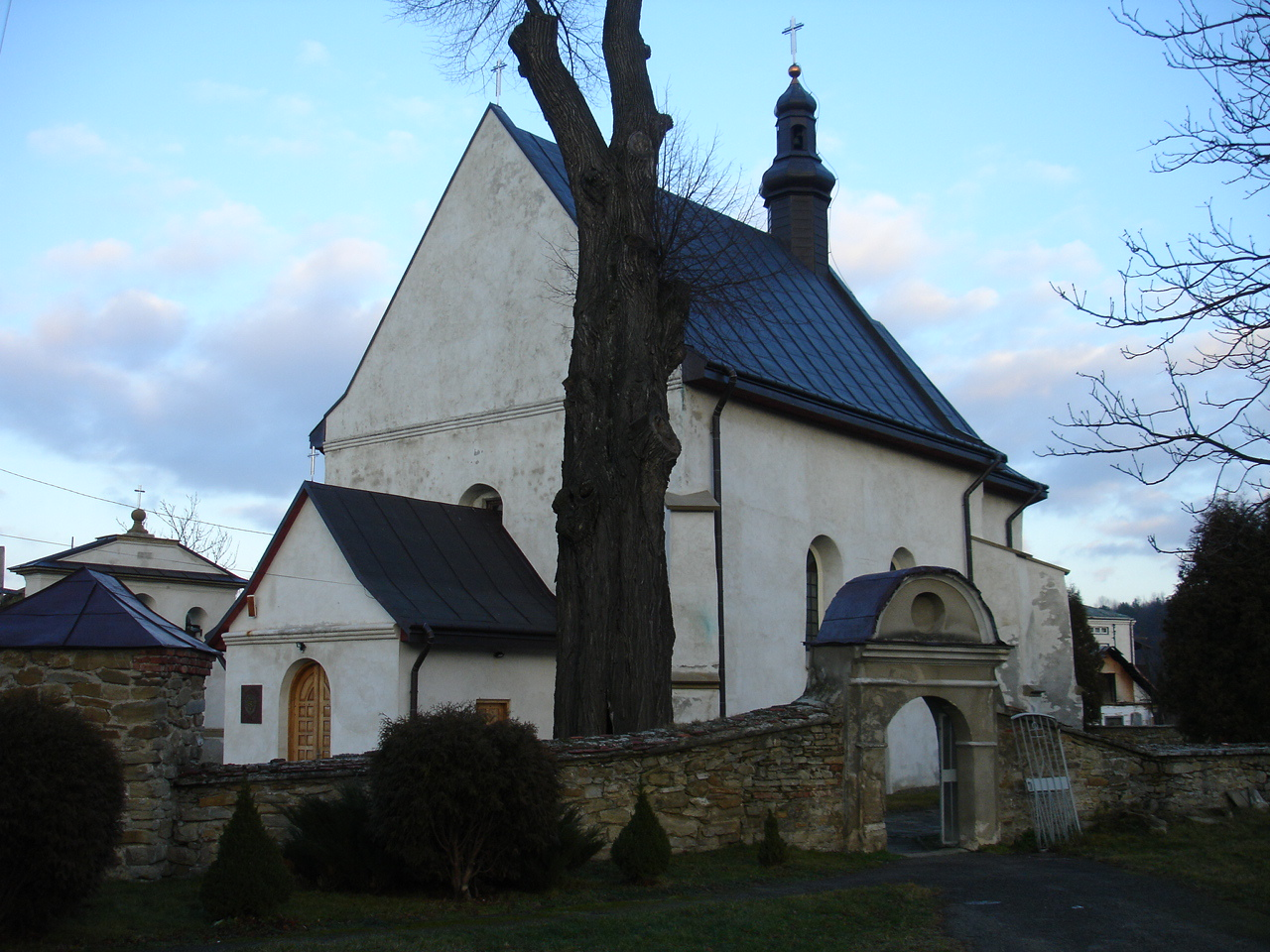
Kościół parafialny w Mrzygłodzie
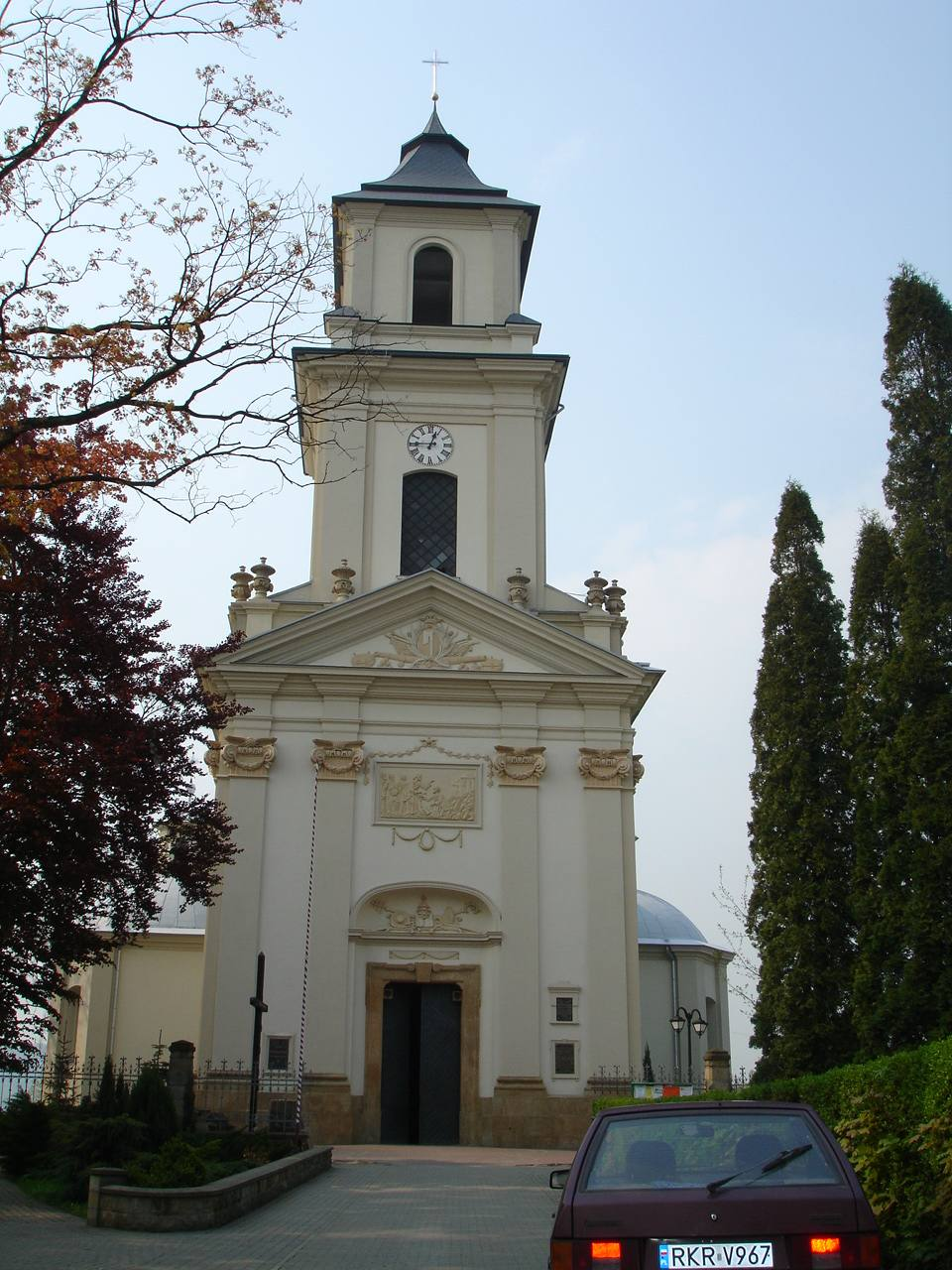
Kościół parafialny w Rymanowie
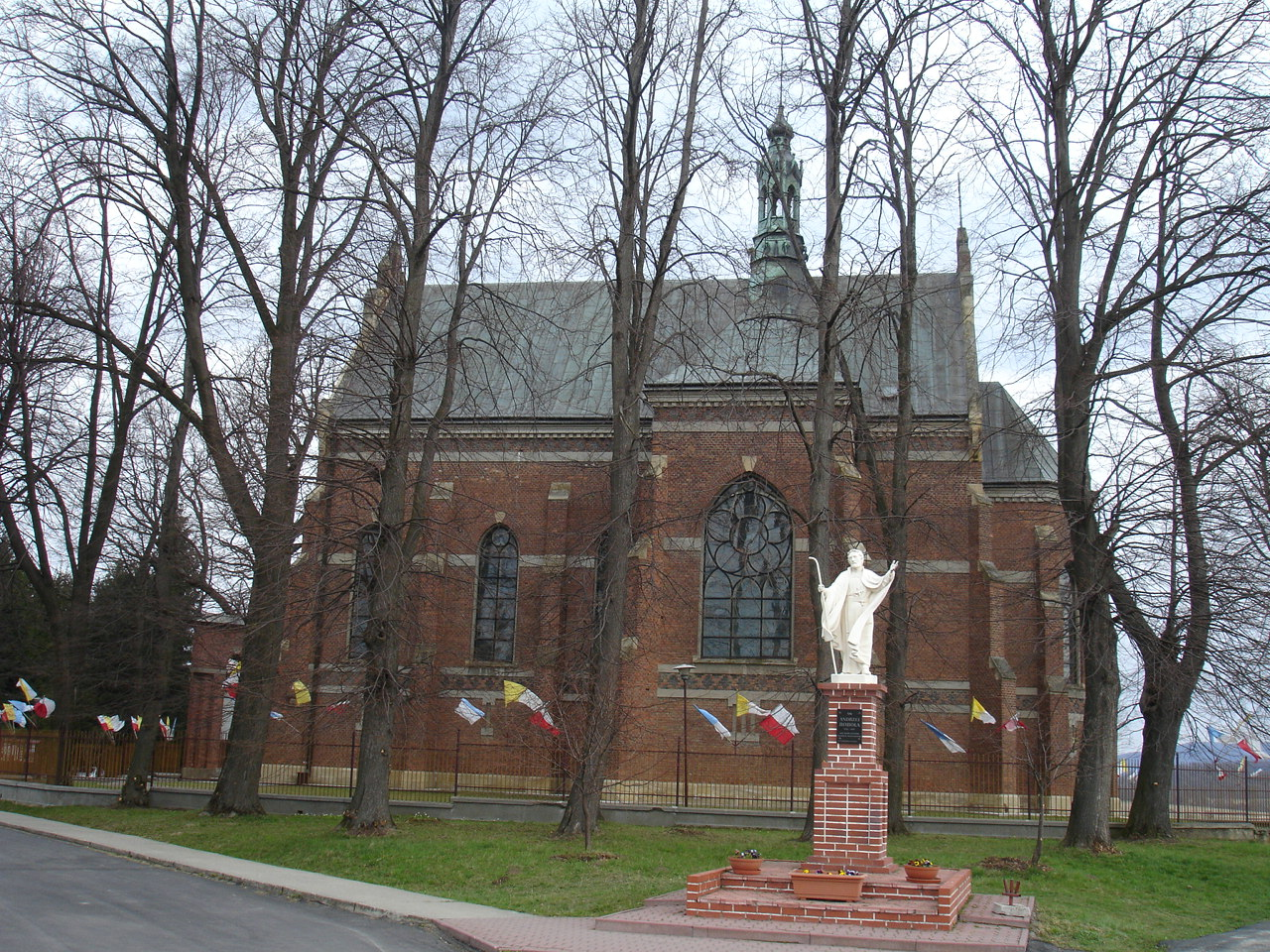
Kościół parafialny w Strachocinie
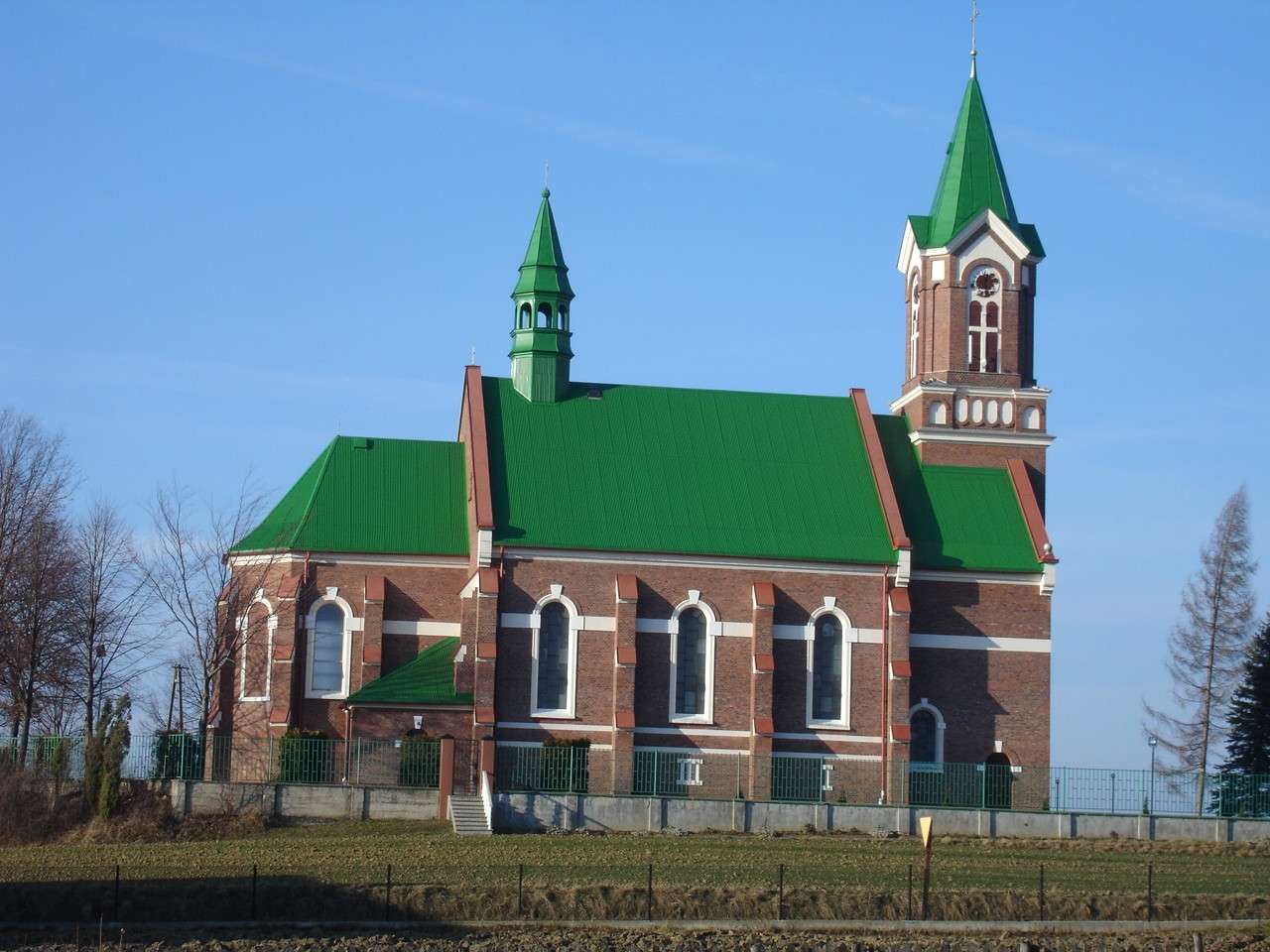
Parafia św. Mikołaja w Niebieszczanach
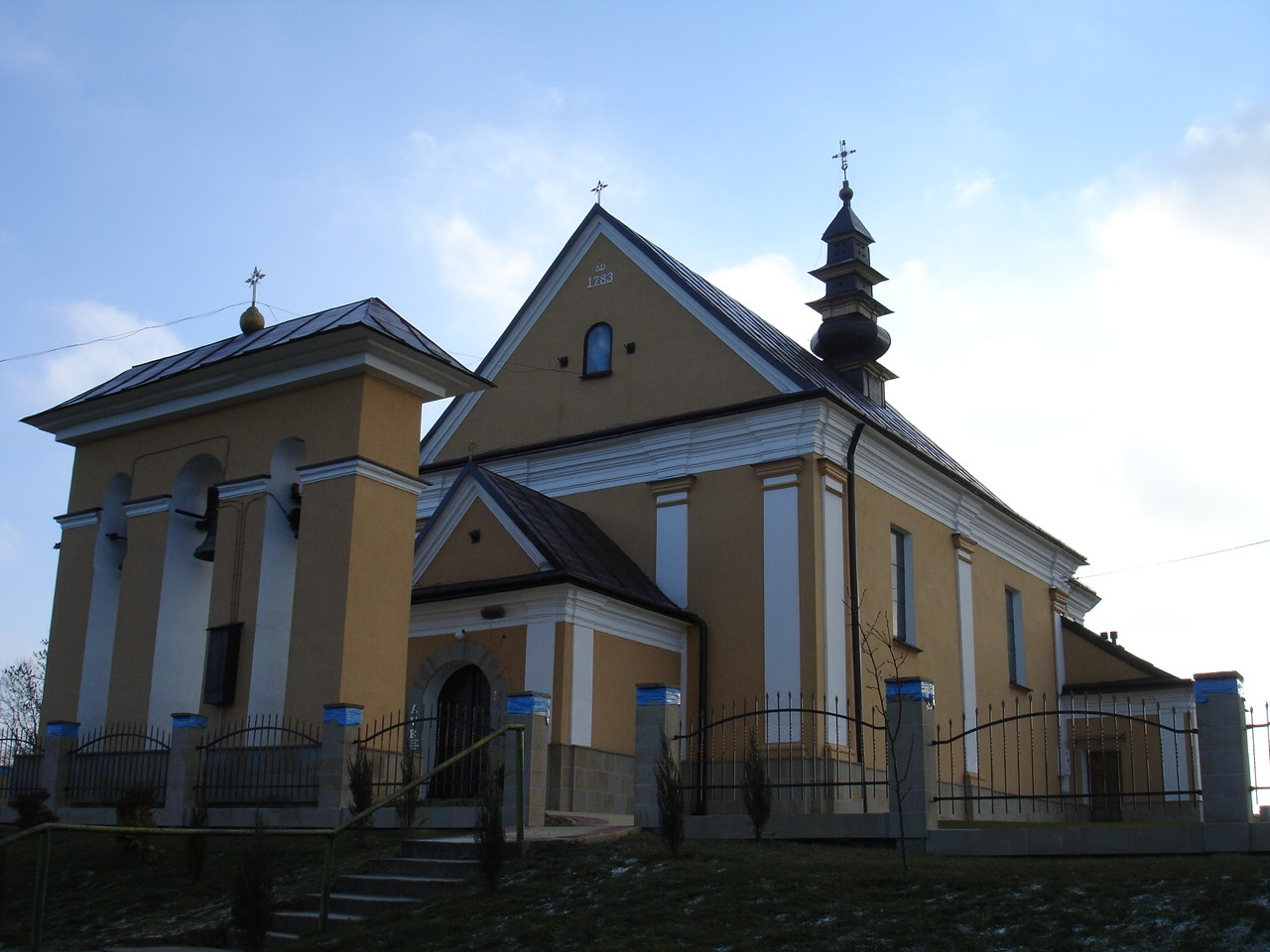
Parafia Matki Boskiej Gromnicznej w Porażu
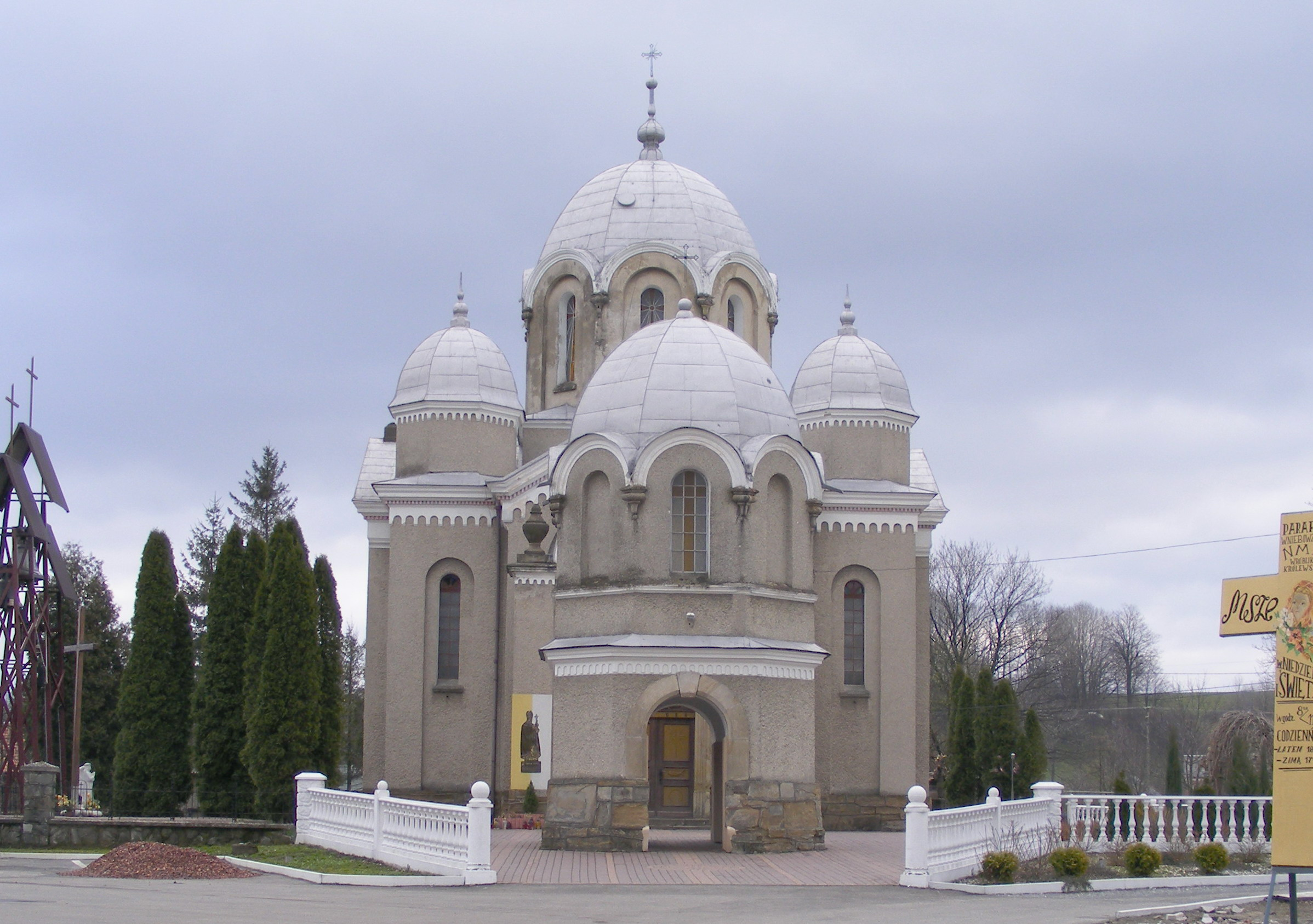
Parafia Wniebowzięcia N.M.P. we Wróbliku Królewskim
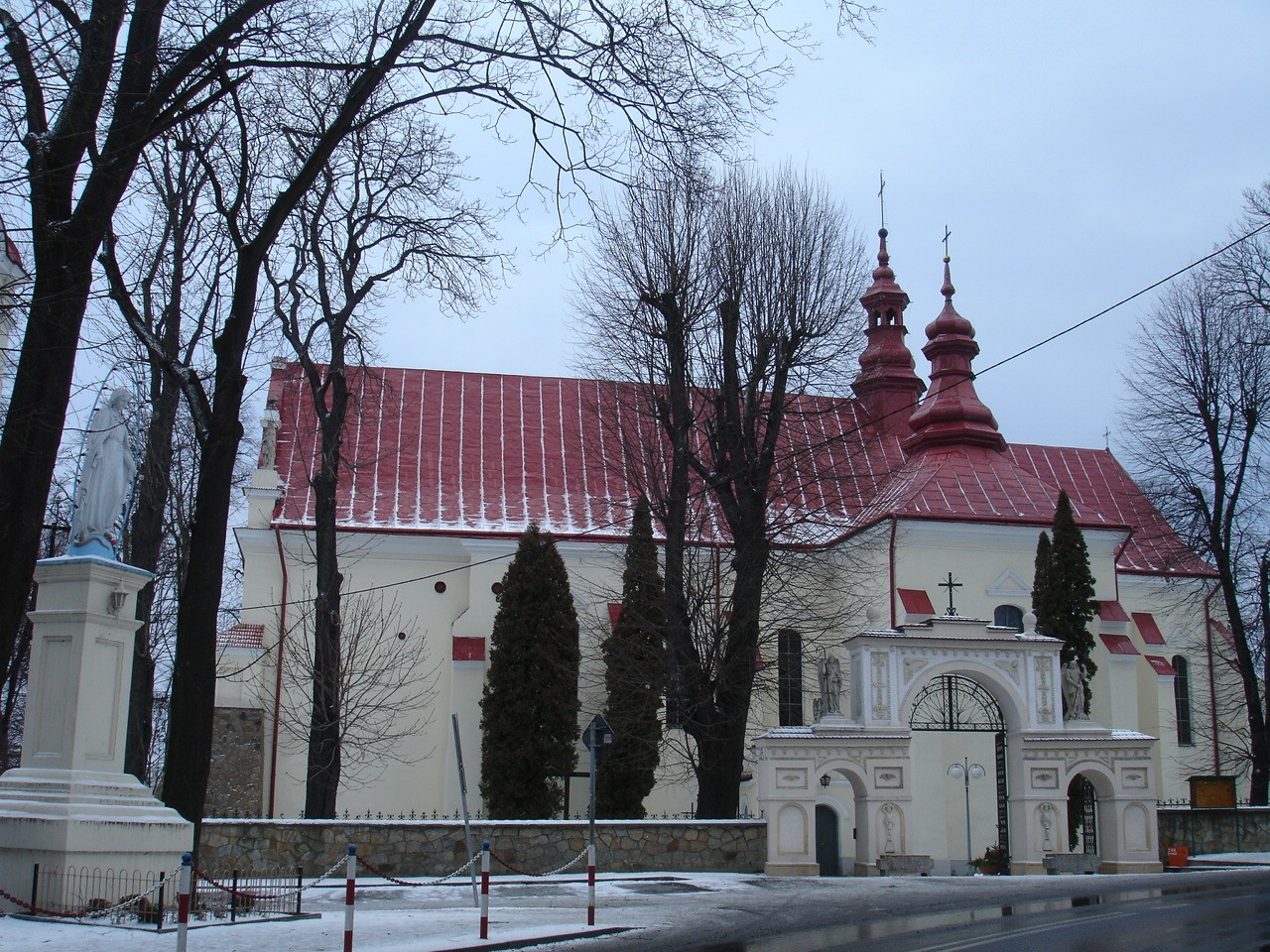
Kościół parafialny w Dynowie
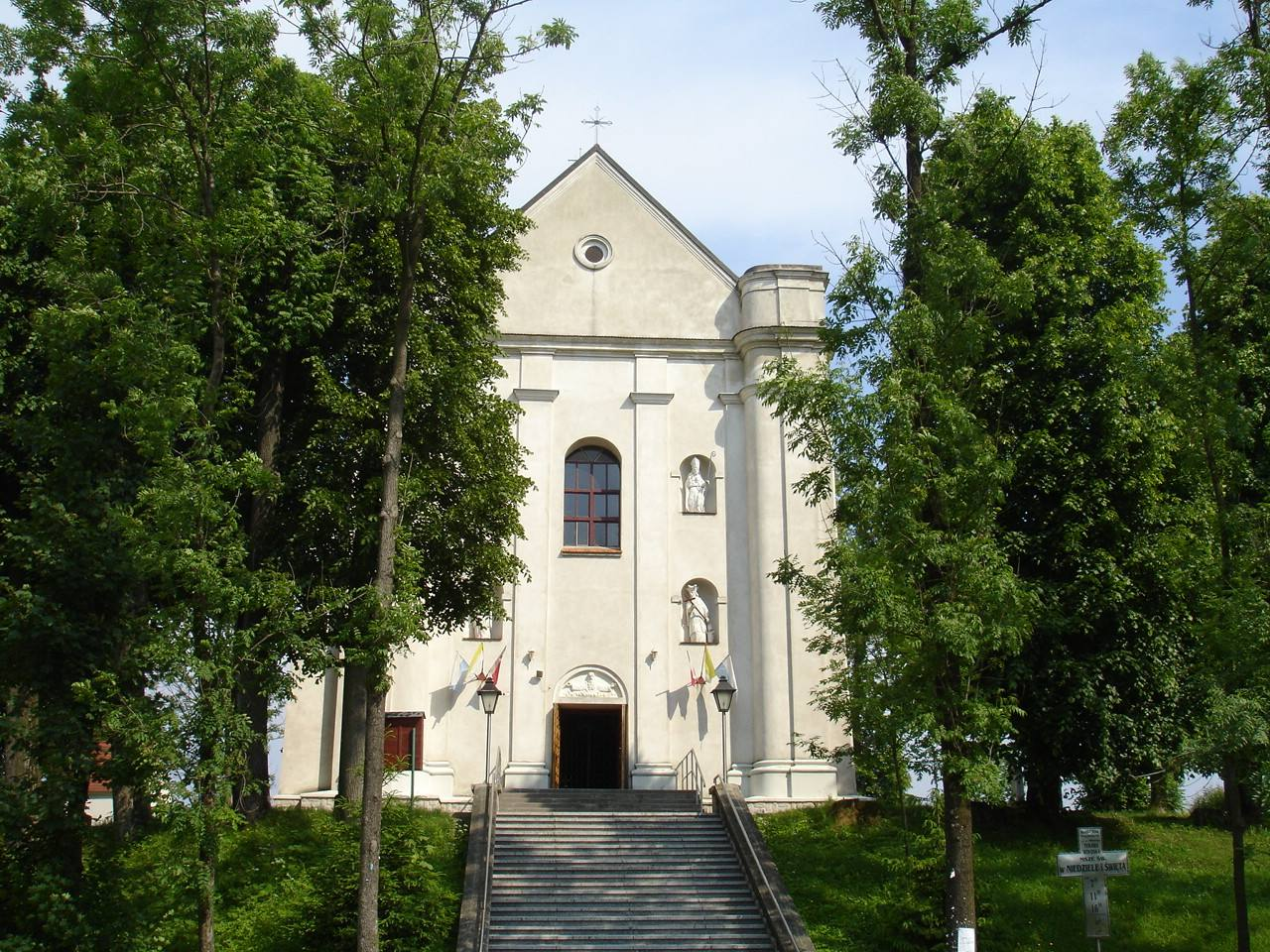
Kościół parafialny św. Mikołaja w Tyrawie Wołskiej
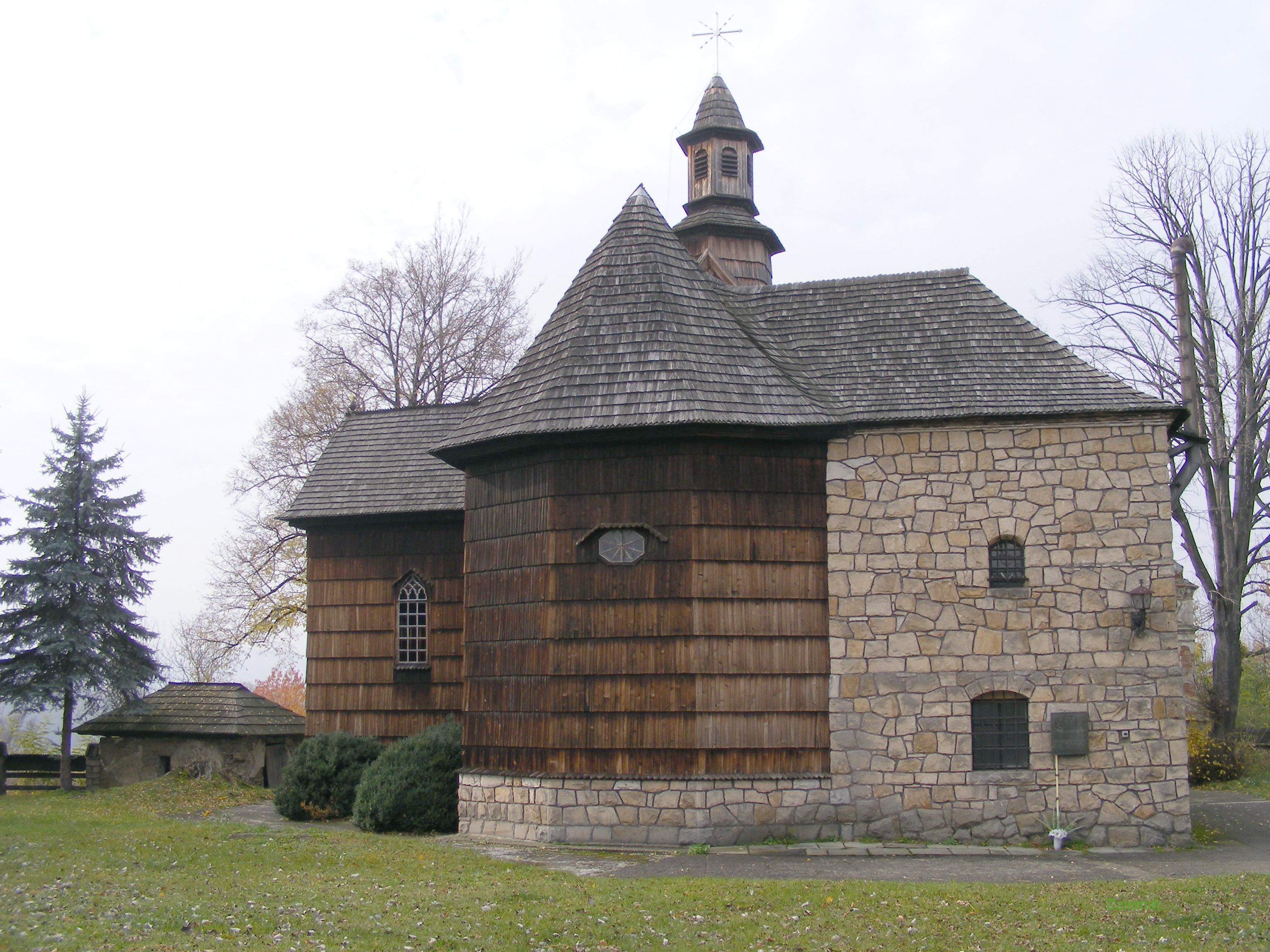
Kościół pw.Wszystkich Świętych we Wrocance
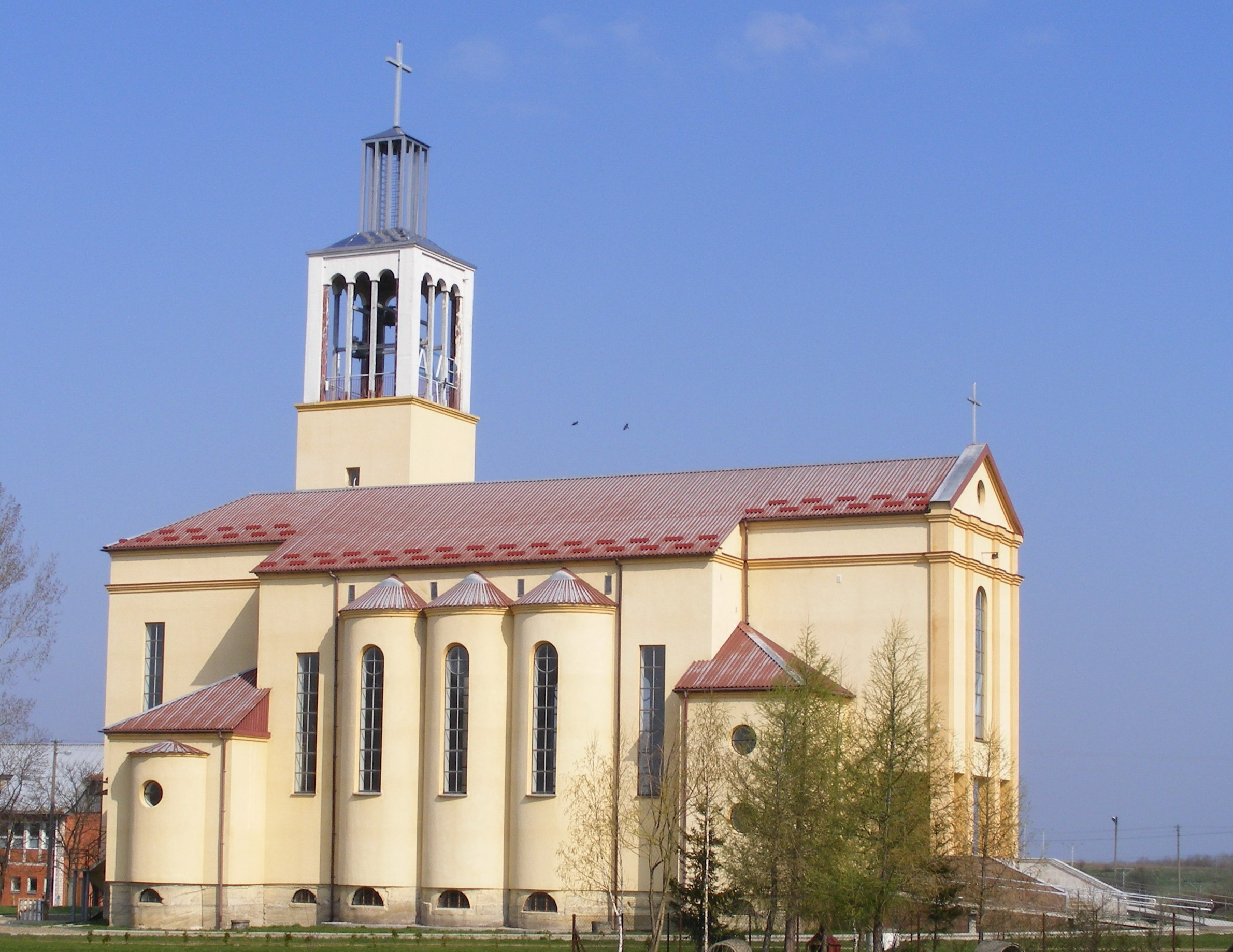
Nowy kościół parafialny we Wrocance
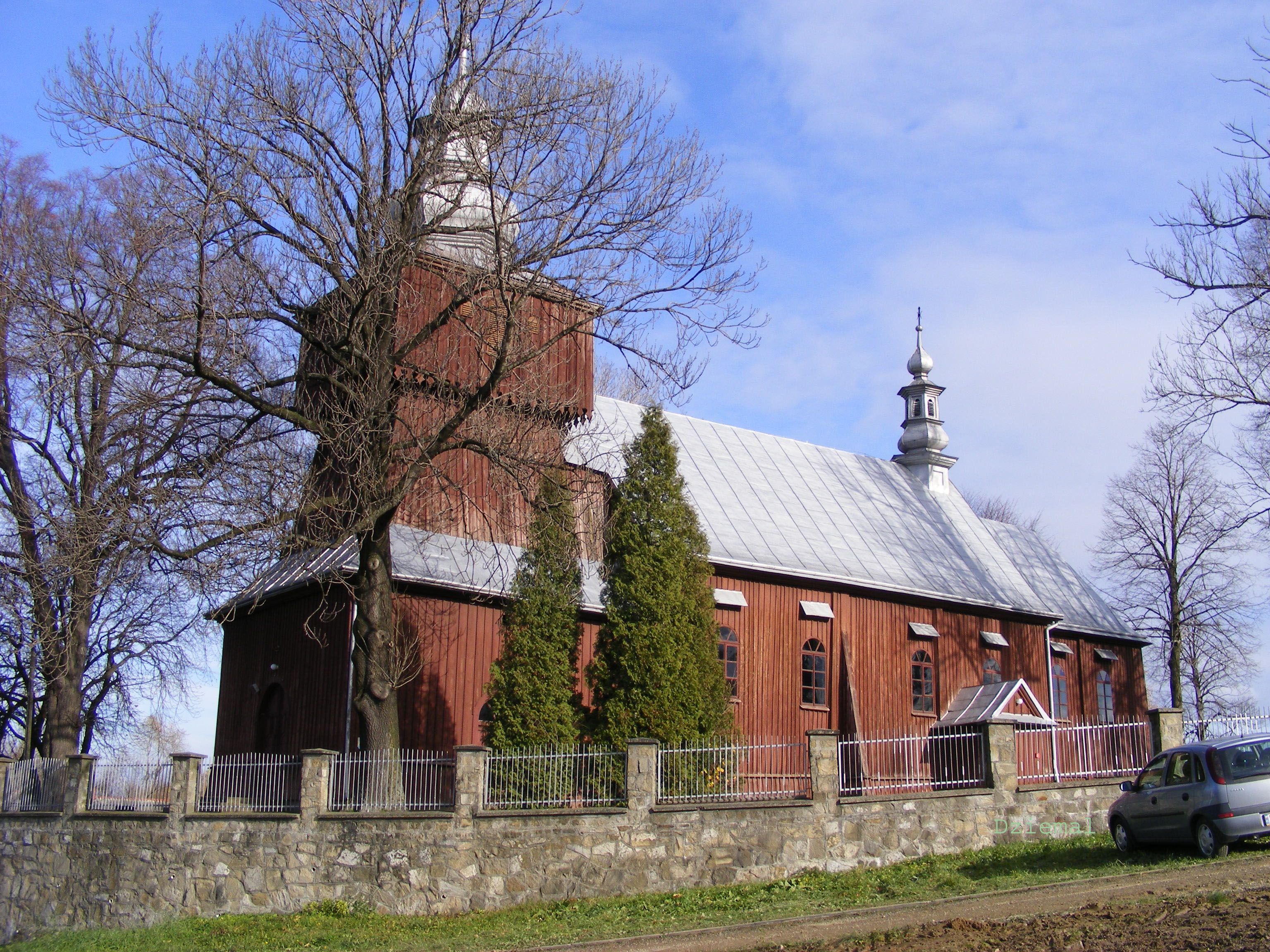
Kościół pw.św.Bartłomieja w Rogach
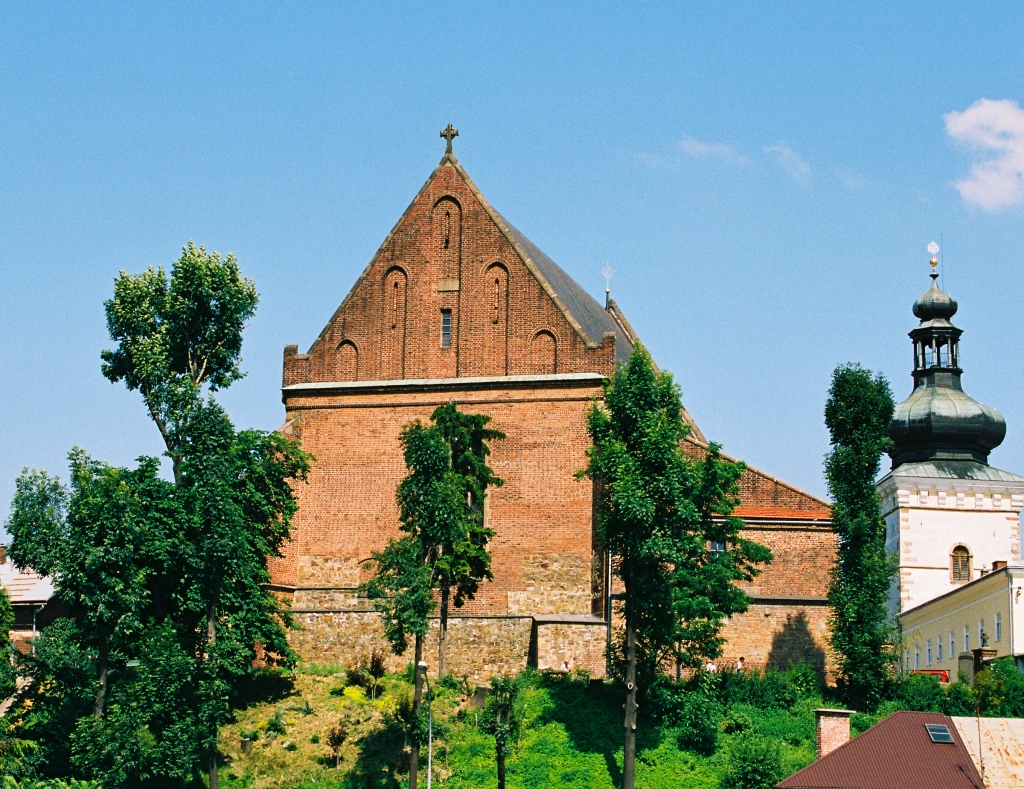
krośnieńska fara
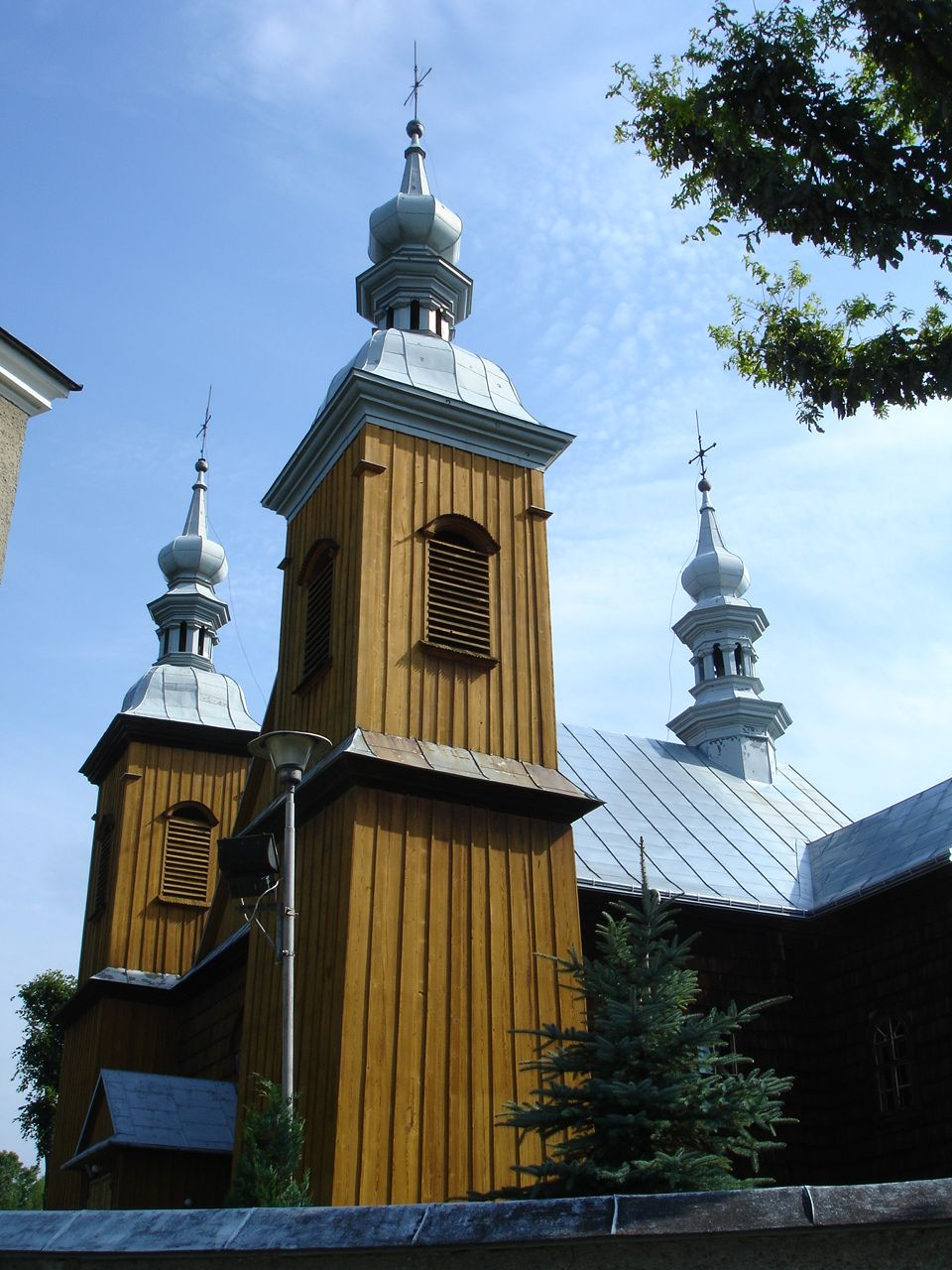
jaćmierska fara
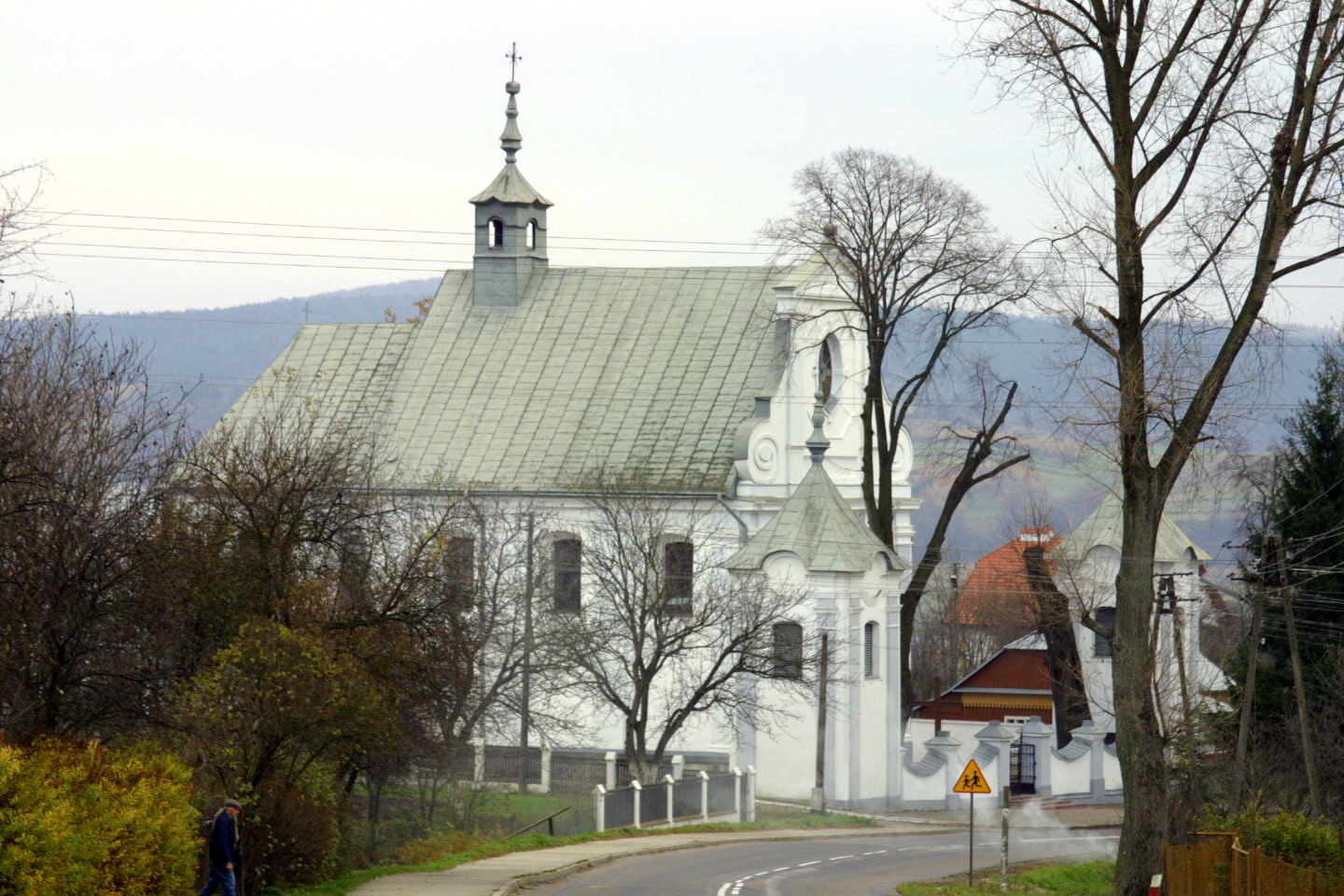
kościół w Babicach
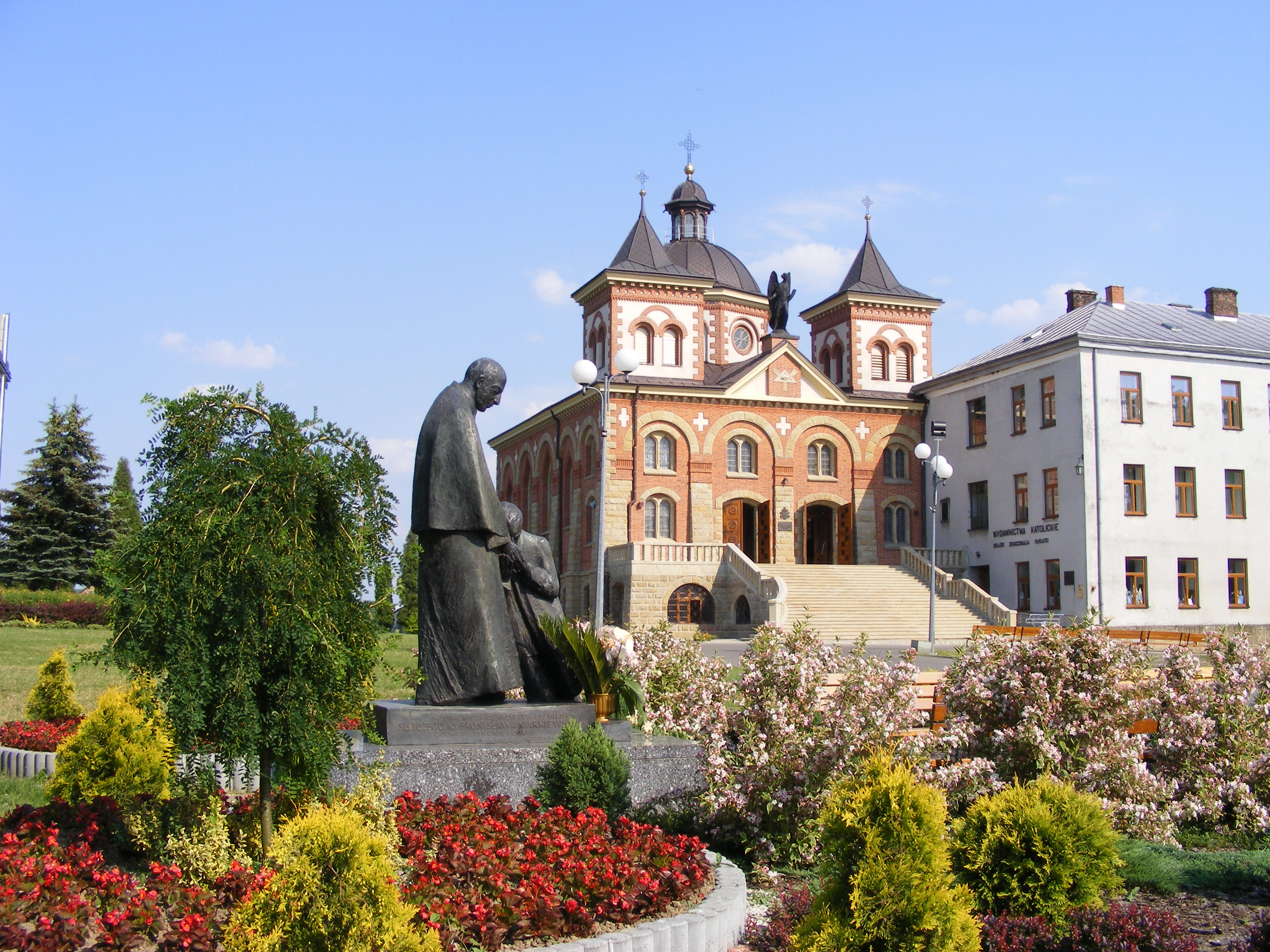
Sanktuarium św.Michała Archanioła i bł.Bronisława Markiewicza w      Miejscu Piastowym
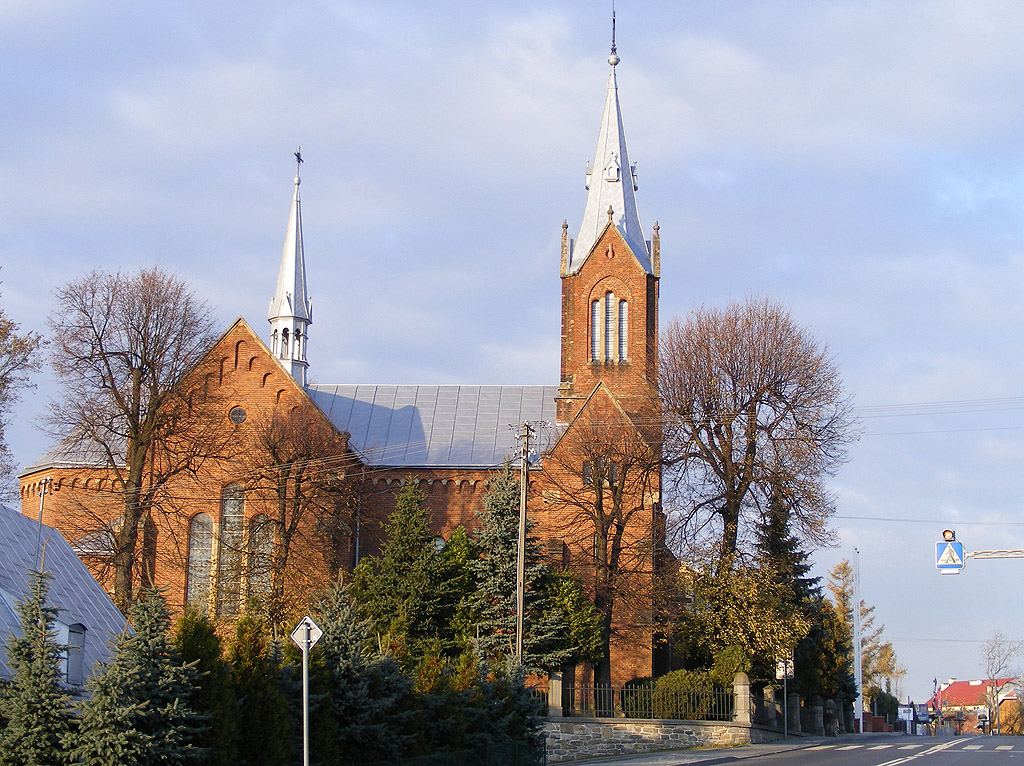
Kościół parafialny w Miejscu Piastowym pw. NNMP z 1888 roku.

## Architektura świecka
Stare domy przysłupowe i podcieniowe zachowały się w Babicach, Mrzygłodzie i Dynowie. W Iwoniczu rozpowszechnił się w niedawnej przeszłości typ domu aż z dalekiego Tyrolu, a to dzięki cieśli z Klimkówki koło Iwonicza który będąc w Tyrolu w czasie I wojny wykorzystał zdobyte tam doświadczenia budowlane  po powrocie do domu.

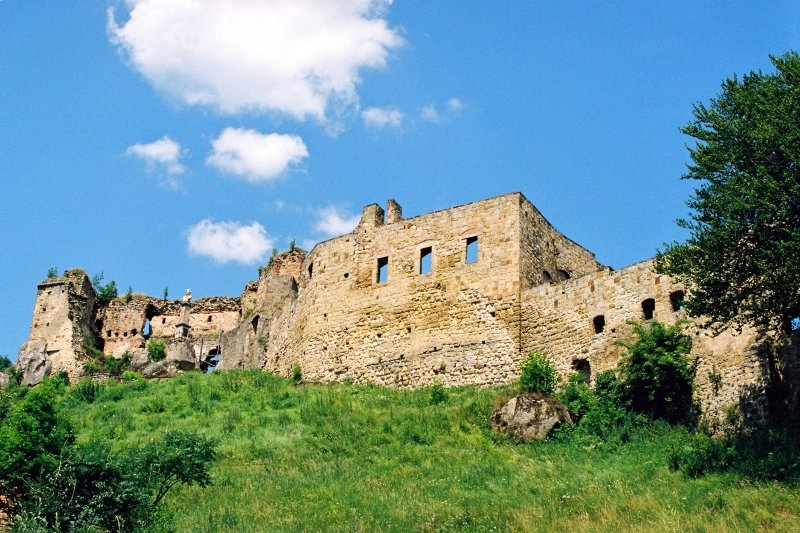
ruiny zamku Kamieniec (Erenberg) w Odrzykoniu
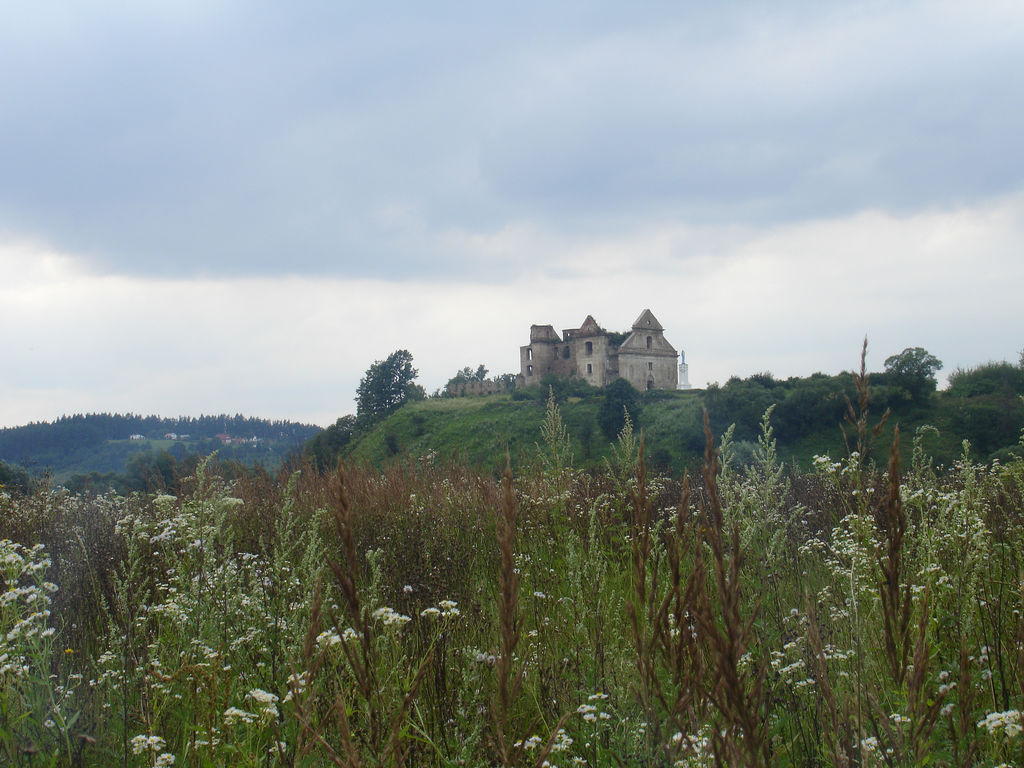
ruiny klasztoru-warowni Karmelitów w Zagórzu
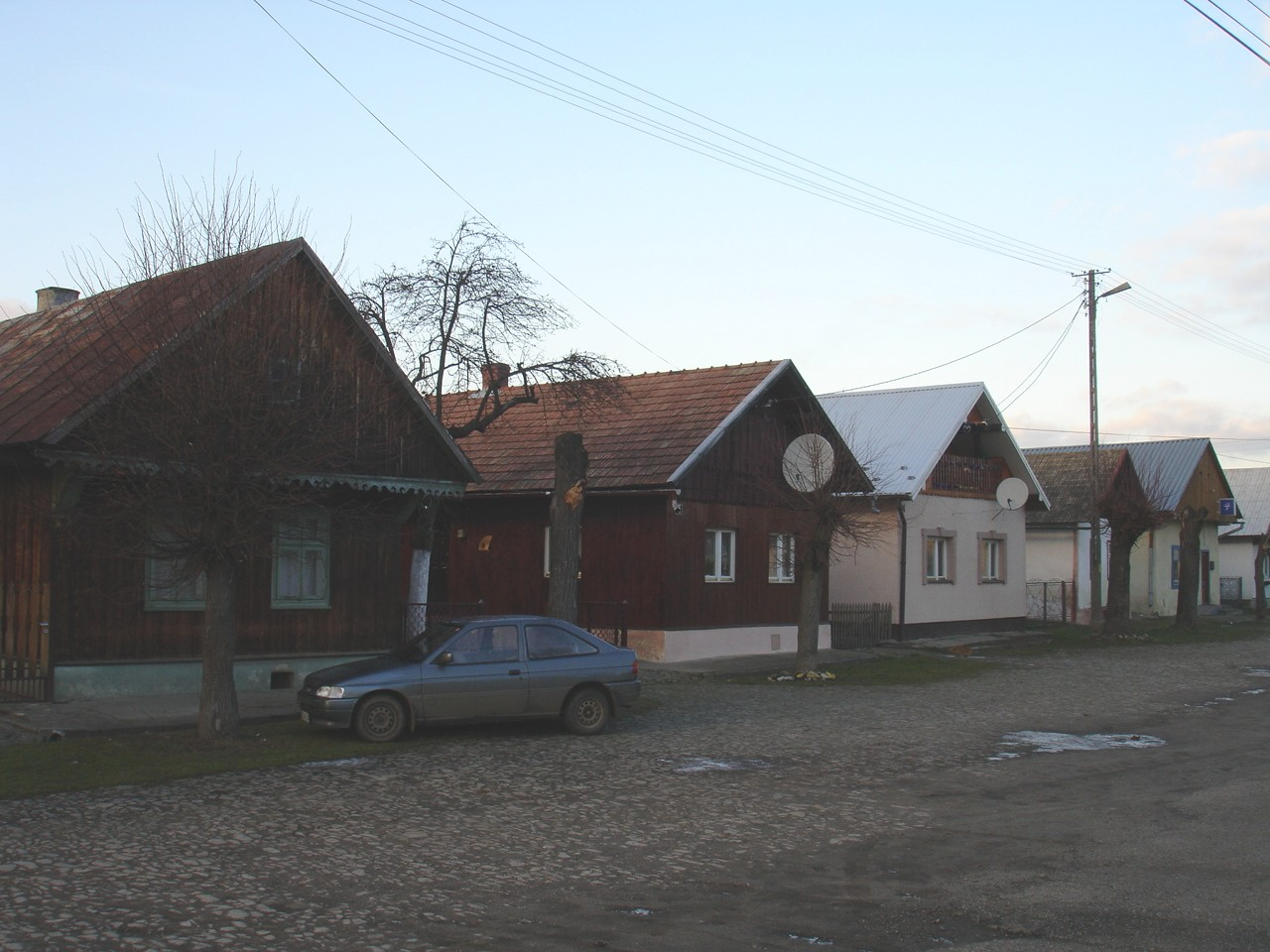
zabudowa rynku w Mrzygłodzie
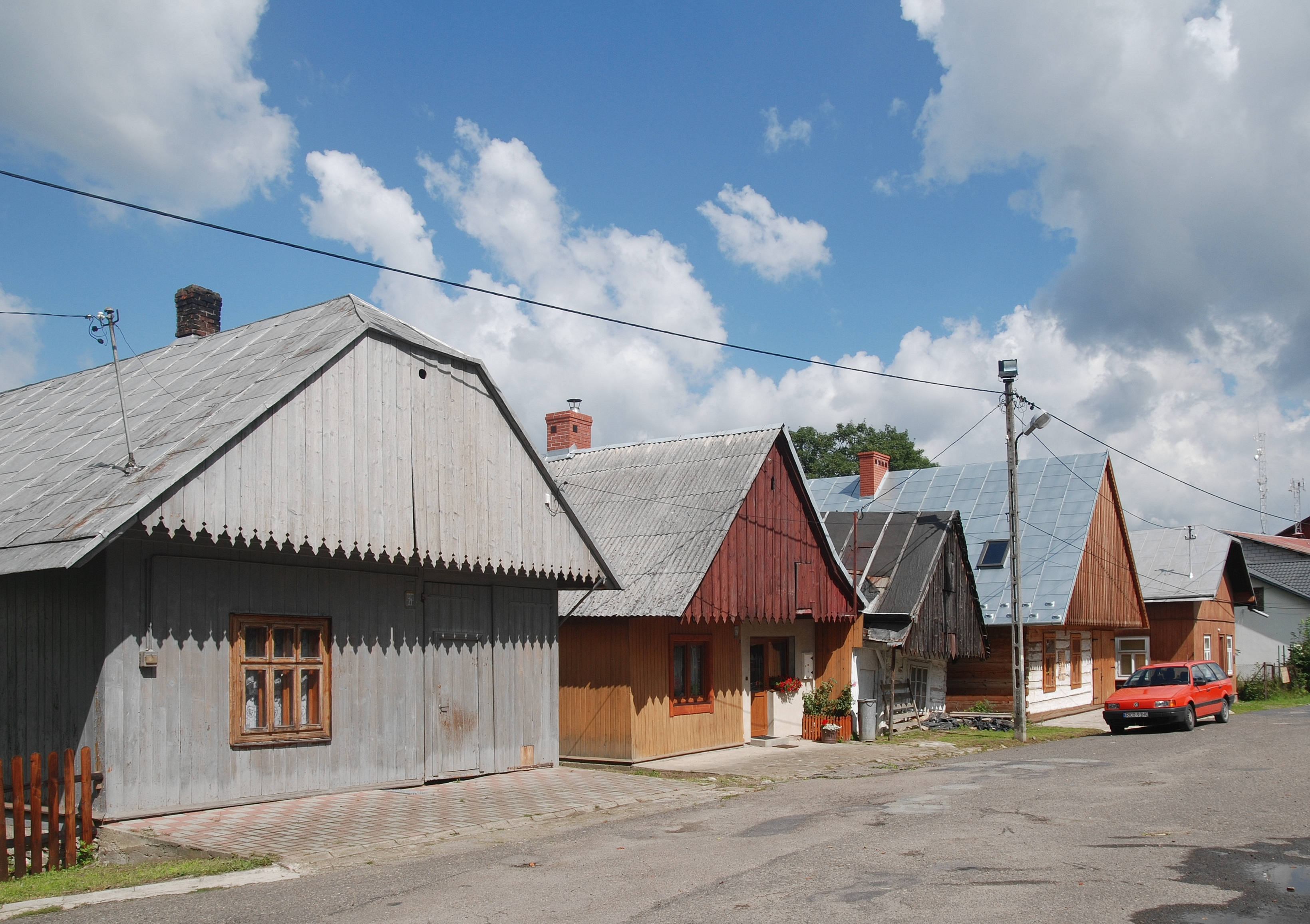
zabudowa rynku w Jaśliskach
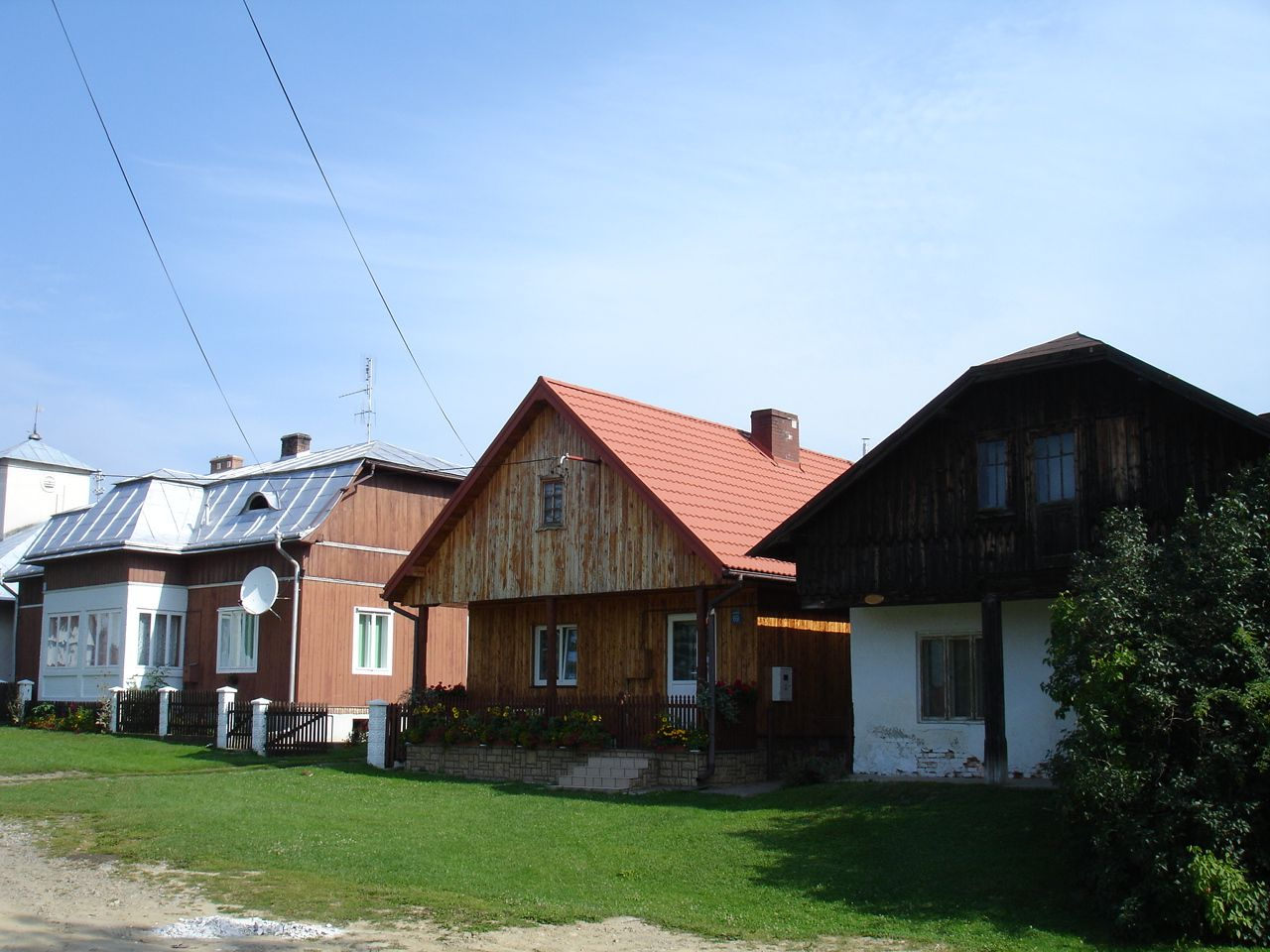
zabudowa rynku w Jaćmierzu
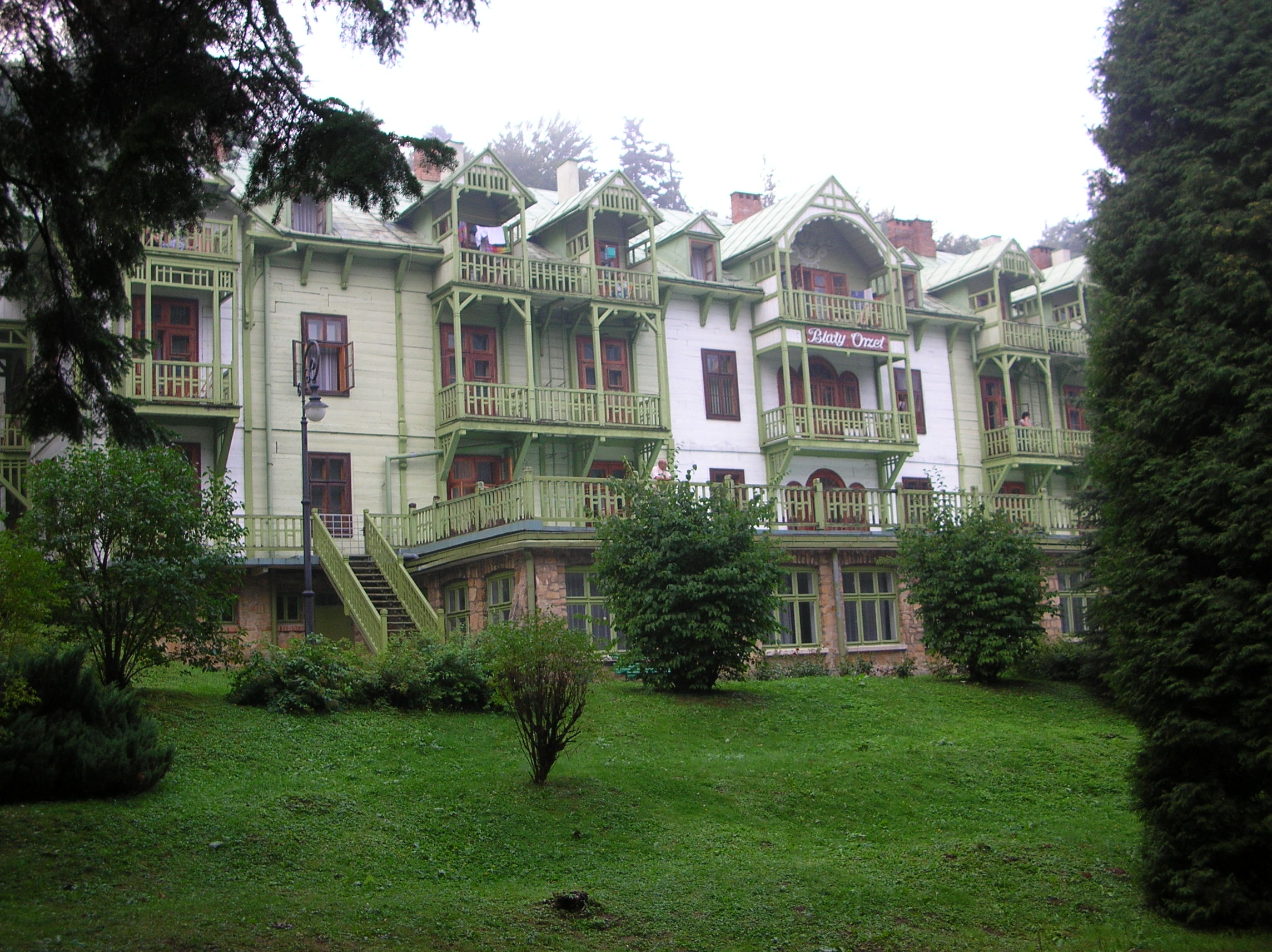
zabudowa uzdrowiska w Iwoniczu-Zdroju
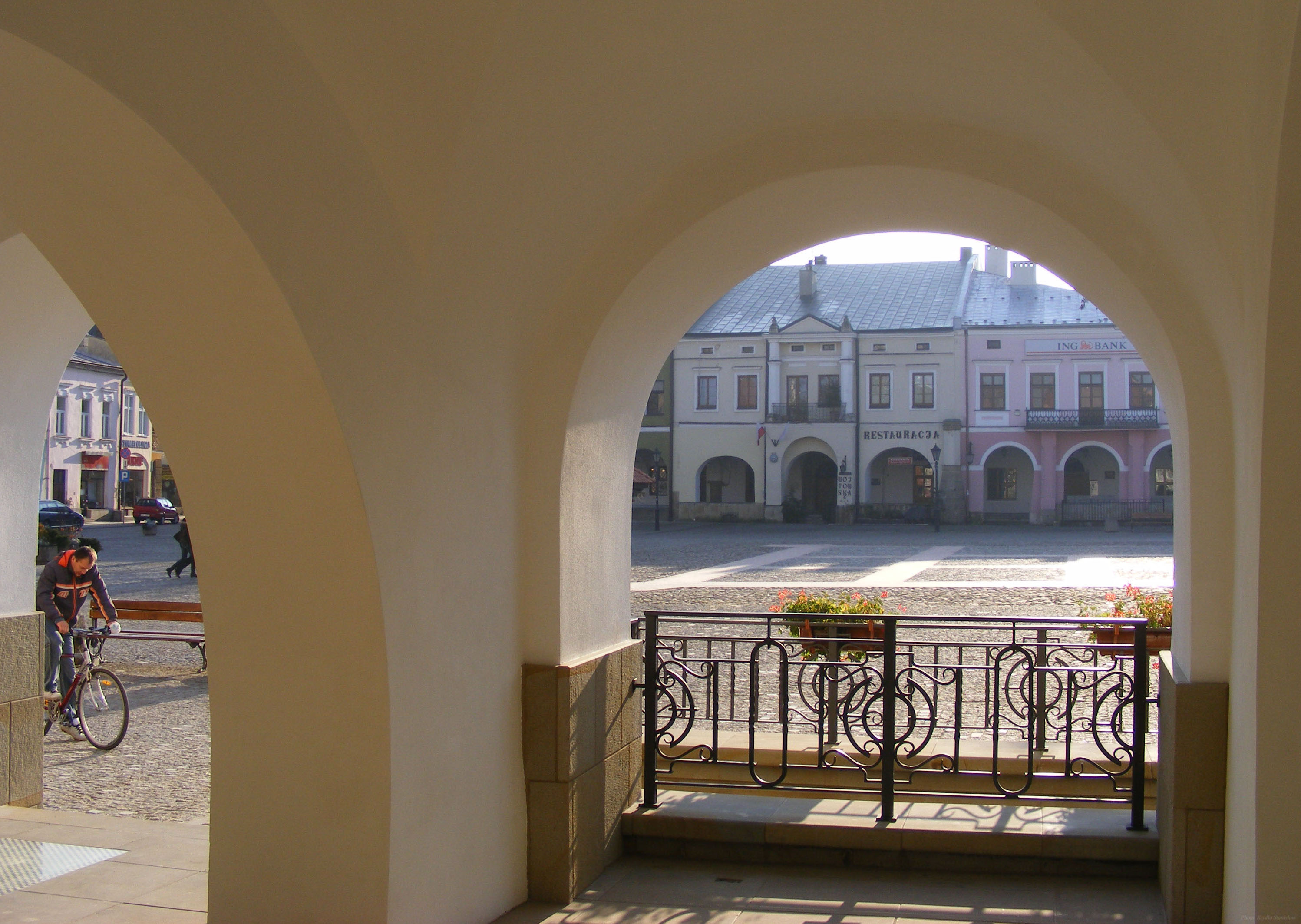
Podcienia na rynku krośnieńskim

## Lokalne grupy folklorystyczne
- Kapela „Młoda Harta” z Harty woj. podkarpackie
- Kapela „Wrzos” z Olszanicy woj. podkarpackie
- Kepela „Besko” z Beska woj. podkarpackie
- Kapela „Mali Lubatowianie” z Lubatowej woj. podkarpackie
- Kapela „Mazurek” z Mazurów woj. podkarpackie
- Kapela „Młodzi Łukowianie” z Łukowego woj. podkarpackie
- Kapela „Bukowianie" z Bukowska
- Zespół Tańca Ludowego „Sanok”
- Kapela „Rekruty” w Posadzie Zarszyńskiej.
- Zespół Pieśni i Tańca „Ziemia Sanocka" w Nowosielcach
- Zespół Śpiewaczy „Łukowianie”
- Kapela Ludowa „Ropieńczanie”
- Kapela Ludowa „Przepióreczka” w Niebocku
- Kapela Ludowa „Stobniczanie”
- kapela Ludowa „Domaradzanie” Domaradz
- Kapela Ludowa „Ostrzewianie” Nozdrzec
- Kapela Ludowa „Białobrzeżanie”
- Kapela Ludowa „Kamraty”
- Kapela Ludowa „Warzanie” w Warze
- Kapela Ludowa „Ostrzewianie”
- Kapela Ludowa „Górczanie”
- Zespół Regionalny "Trzcinicoki”
- Kapela Ludowa „Lubatowianie”
- Kapela i zespół obrzędowy „Graboszczanie” w Grabownicy Starzeńskiej
- Kapela Ludowa „Przysietczanie"
- Kapela Ludowa „Rymanowianie" Rymanów
- Kapela Ludowa "Stachy" z Krosna
- Kapela Ludowa Stanisława Wyżykowskiego w Haczowie
- Kapela Ludowa „Bliźnianie” z Bliznego
- Kapela Ludowa z Górek – gmina Brzozów
- Kapela Ludowa „Rekruty” z Zarszyna
- Kapela Rodzinka „Wojtunie” z Haczowa
- Kapela Ludowa „Zagórzanie” z Zagórza
- Kapela „Piasty" z Miejsca Piastowego
- Zespół Tańca Ludowego „Pogórzanie” z Głowienki
- Kapela Ludowa „Pogórzanie” z Głowienki

## Twórcy ludowi
- rzeźbiarka ludowa Aniela Orłowska (ur. 1917 r.). Przysietnica
- rzeźbiarz ludowy Stefan Rogoz z Domaradza
- rzeźbiarz ludowy, Henryk Cipora z Krzywego
- artystka ludowa Janina Zubel z Jabłonki
- lirnik ludowy Stanisław Wyżykowski z Haczowa (ur. 1927)
- gawędziarka Genowefa Malska z Odrzykonia
- artysta ludowy Piotr Przyboś
- hafciarka i koronczarka, Maria Suwała z Grabownicy Starzeńskiej